# Моргауський район
Морга́уський район (рос. Моргаушский район, чув. Муркаш районĕ) — муніципальний район на північному заході Чуваської Республіки. Адміністративний центр — село Моргауші. Утворений 10 лютого 1944 року.

## Географія
Район розташований на північному заході республіки. Його площа становить 845,3 км². Межує з іншими районами Чувашії — Чебоксарським на сході, Красноармійським на південному сході, Аліковським на півдні, Ядринським районом на заході, на північному заході межує із Республікою Марій-Ел. На північному сході має вихід до Чебоксарського водосховища на річці Волга, де знаходяться Амоксарські острови.

## Населення
Населення району становить 34365 осіб (2013; 34609 в 2012, 34801 в 2011, 34884 в 2010, 36467 в 2009, 36800 в 2005, 36800 в 2004, 37100 в 2002, 37500 в 1999).

## Адміністративний поділ
Район адміністративно поділяється на 16 сільських поселень, які об'єднують 177 сільських населених пунктів, 2 з яких не мають населення:
| Поселення                           | Площа, км² | Населення, осіб (2010) | Центр          | Населені пункти |
| ----------------------------------- | ---------- | ---------------------- | -------------- | --------------- |
| Александровське сільське поселення  | -          | 1009                   | Васькино       | 7               |
| Великосундирське сільське поселення | -          | 3403                   | Великий Сундир | 18              |
| Ільїнське сільське поселення        | -          | 2048                   | Тренькіно      | 17              |
| Кадікасинське сільське поселення    | -          | 1365                   | Кораккаси      | 12              |
| Моргауське сільське поселення       | -          | 4370                   | Моргауші       | 5               |
| Москакасинське сільське поселення   | -          | 2336                   | Москакаси      | 15              |
| Орінінське сільське поселення       | -          | 2253                   | Падаккаси      | 14              |
| Сятракасинське сільське поселення   | -          | 2624                   | Сятракаси      | 11              |
| Тораєвське сільське поселення       | -          | 1853                   | Тораєво        | 11              |
| Хорнойське сільське поселення       | -          | 1218                   | Хорной         | 4               |
| Чуманкасинське сільське поселення   | -          | 1768                   | Одаркіно       | 7               |
| Шатьмапосинське сільське поселення  | -          | 1175                   | Шатьмапосі     | 8               |
| Юнгинське сільське поселення        | -          | 1937                   | Юнга           | 8               |
| Юськасинське сільське поселення     | -          | 2279                   | Юськаси        | 13              |
| Ярабайкасинське сільське поселення  | -          | 2278                   | Ярабайкаси     | 16              |
| Ярославське сільське поселення      | -          | 1526                   | Шатьмапосі     | 9               |

## Найбільші населені пункти
Населені пункти з чисельністю населення понад 1000 осіб:
| № | Населений пункт | Населення, осіб (2002) | Населення, осіб (2010) |
| - | --------------- | ---------------------- | ---------------------- |
| 1 | Моргауші        | 2950                   | 3263                   |
| 2 | Великий Сундир  | 1537                   | 1488                   |

## Економіка
Сільське господарство становить понад 70% у валовій продукції. Сільськогосподарські угіддя займають 72% всієї території, з яких приблизно 60% — рілля. Вирощують зернові та картоплю, розводять велику рогату худобу. Промисловість представлена підприємствами переробної галузі та з виробництва стінових матеріалів.